# Mariusz Szczygieł

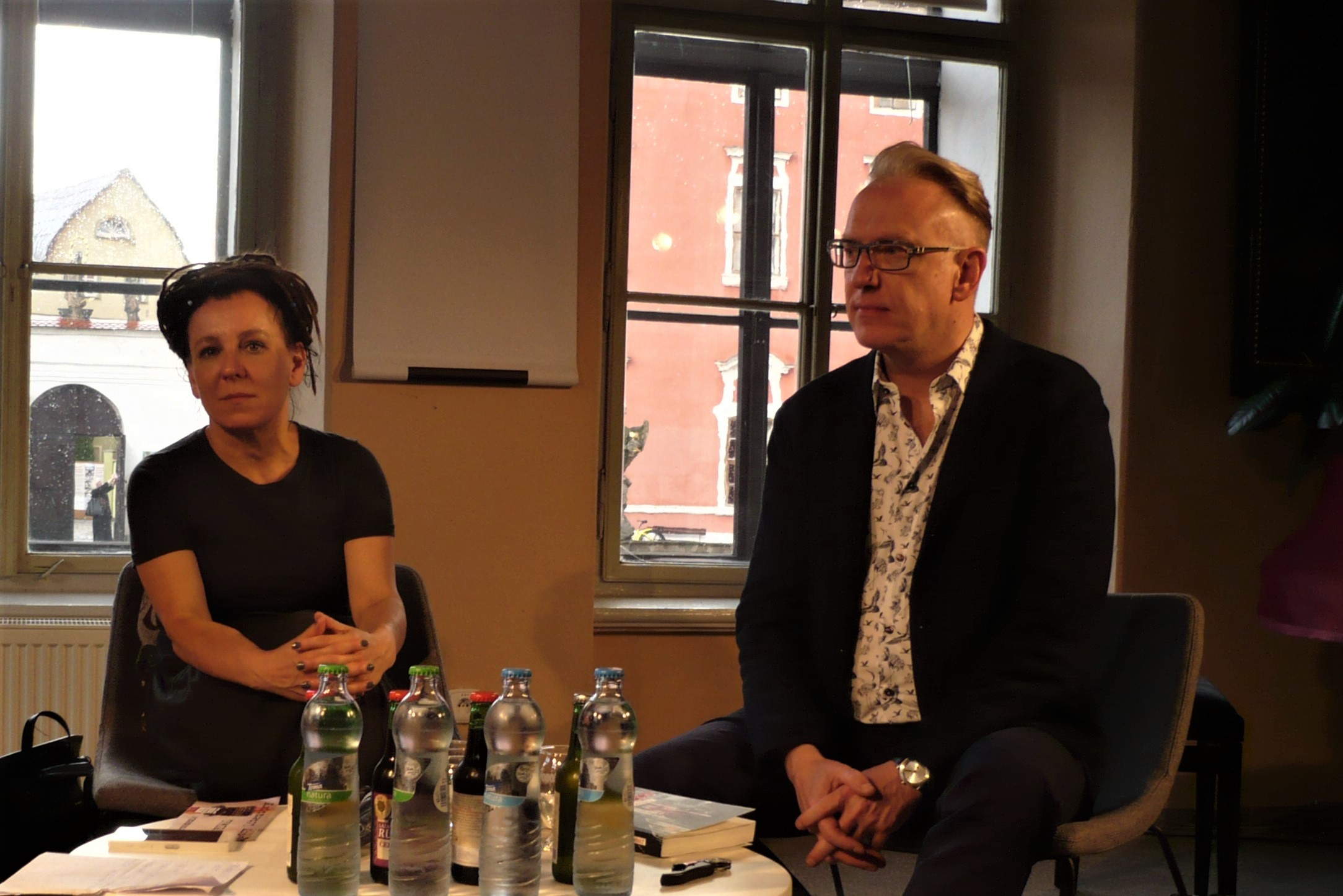
Olga Tokarczuk i Mariusz Szczygieł, III Festiwal Góry Literatury, 2017

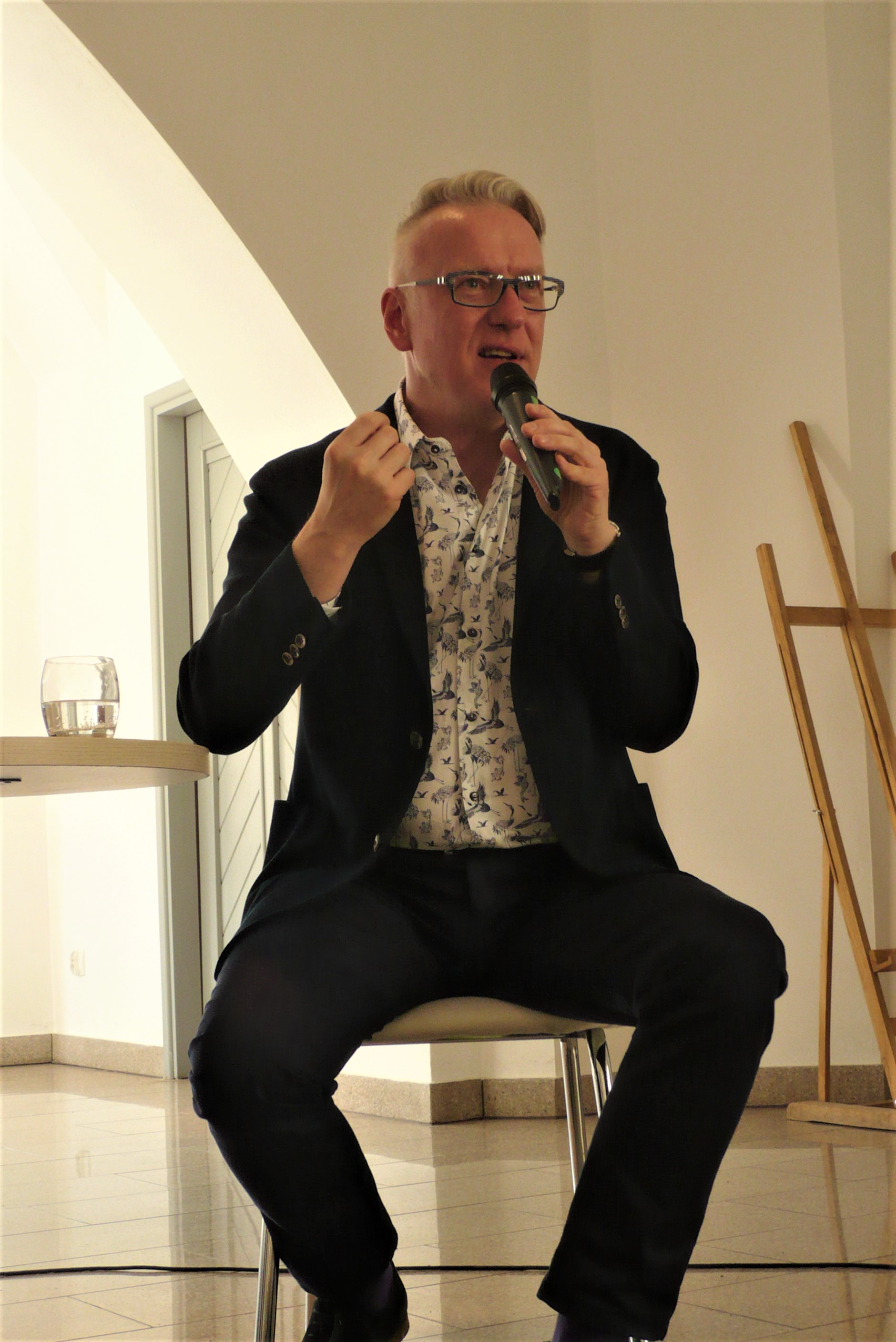
Mariusz Szczygieł, III Festiwal Góry Literatury, 2017

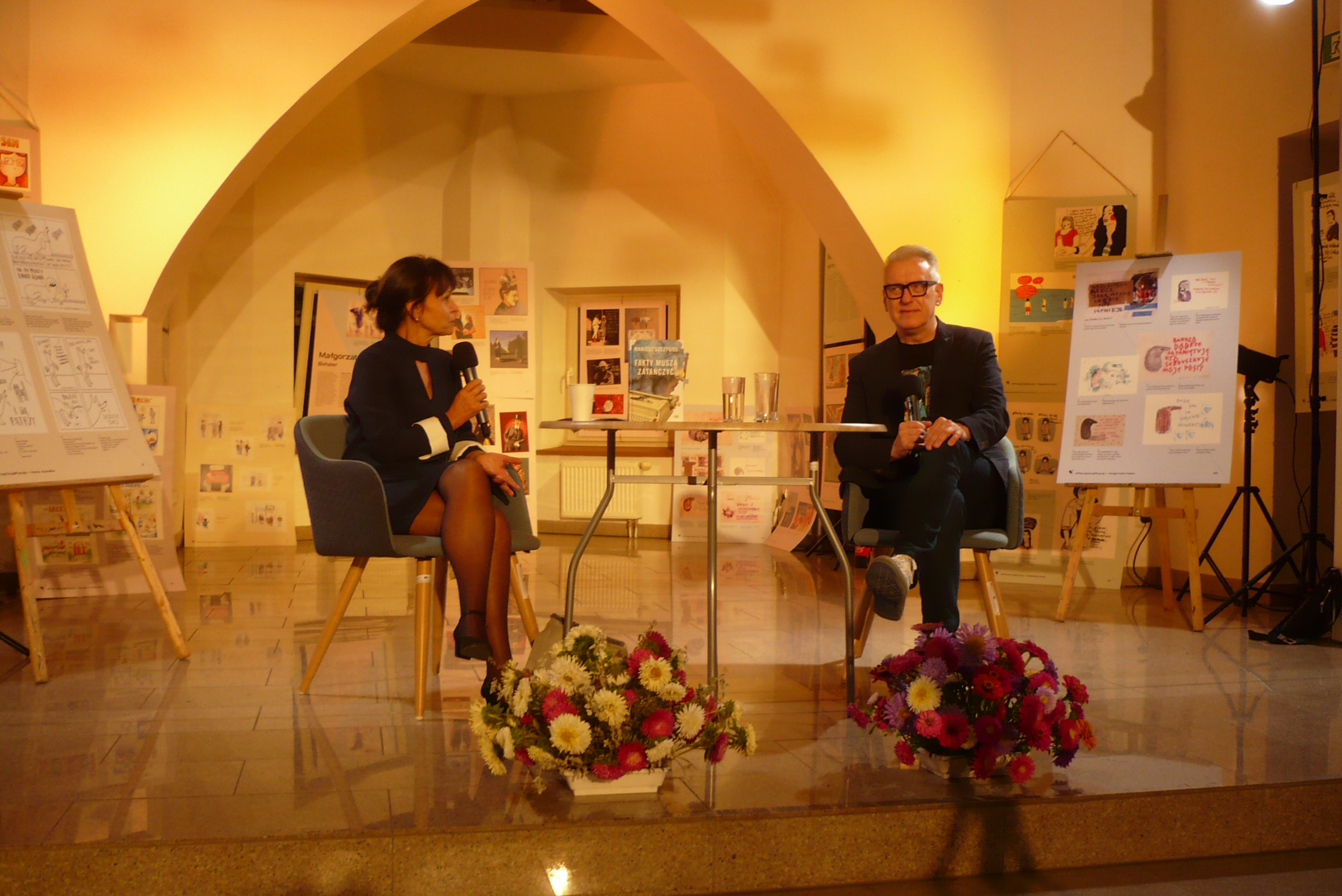
Urszula Glensk, Mariusz Szczygieł, Festiwal Reportażu, 2023

Mariusz Adam Szczygieł (ur. 5 września 1966 w Złotoryi) – polski dziennikarz, reportażysta, pisarz i wykładowca akademicki.
Od 1990 związany z Gazetą Wyborczą, gdzie był uczniem Hanny Krall. W latach 1995–2001 prowadzący telewizyjnego talk-show Na każdy temat w Polsacie. Od 2024 roku rozpoczął współpracę z TVP, gdzie od 17 lutego prowadzi program Rozmowy (nie)wygodne w TVP Info. Założyciel i członek zarządu Fundacji Instytut Reportażu, w ramach której wraz z Wojciechem Tochmanem założył Wydawnictwo Dowody na Istnienie. Jego książki przetłumaczono na kilkanaście języków: angielski, czeski, estoński, hebrajski, hiszpański, niemiecki, rosyjski, rumuński, słowacki, słoweński, ukraiński, węgierski, włoski.
Laureat Europejskiej Nagrody Książkowej za Gottland (2009), Nagrody im. Andrzeja Woyciechowskiego (2013), Grand Press (2013) oraz Nagrody Literackiej „Nike” za tom reportaży Nie ma (2019).

## Życiorys
W 1985 ukończył Liceum Ekonomiczne im. Stefana Żeromskiego w Legnicy, w 2000 Wydział Dziennikarstwa i Nauk Politycznych Uniwersytetu Warszawskiego.
Gdy miał 16 lat, został współpracownikiem harcerskiego czasopisma „Na Przełaj”. W 1984 ukazał tam się jego artykuł pt. Nie róbcie sensacji o homoseksualnej prostytutce, będący jednym z pierwszych w PRL-owskiej oficjalnej prasie artykułów poświęconych problemom osób homoseksualnych. W 1986 na łamach „Na Przełaj” opublikowano reportaż Szczygła i Ewy Żychlińskiej pt. Rozgrzeszanie, który zainicjował cykl redakcyjny na temat życia młodych gejów i lesbijek w Polsce. W latach 80. XX wieku pracował również jako listonosz.
Dużą falę krytyki wywołał reportaż Onanizm polski, który w 1993 wydrukowała „Gazeta Wyborcza”, w świątecznym numerze. Tekst spowodował dyskusję, a wielu czytelników zwracało numer do redakcji (Szczygieł porusza tę sprawę w książce pt. Niedziela, która zdarzyła się w środę, w rozdziale Listy do onanisty).
W latach 1995–2001 był współprowadzącym programu Na każdy temat w Polsacie. Od 2001, kiedy skończył współpracę z telewizją, głównym tematem jego twórczości literackiej stała się historia i kultura Czech. Jego książka Gottland (2006) została wydana w Czechach.
Wspólnie z Wojciechem Tochmanem i Jackiem Hugo-Baderem jest wymieniany w antologiach zagranicznych poświęconych współczesnej polskiej sztuce reportażu. Jest uważany za ucznia Hanny Krall (wspomina o tym Krall w książce Jacka Antczaka Reporterka). 6 października 2019 zdobył Nagrodę Literacką „Nike” za tom reportaży Nie ma.

## Przebieg kariery
- 1986–1990 – reporter tygodnika „Na Przełaj”
- 1990–1996 – reporter „Gazety Wyborczej”
- 1995–2001 – współautor (z Witoldem Orzechowskim) i prowadzący talk-show Na każdy temat w TV Polsat
- 1997–1998 – wykładowca (reportaż) w Europejskim Studium Dziennikarstwa (Ecole Supérieure de Journalisme de Lille/Uniwersytet Warszawski)
- 2000–2003 i 2006–2008 – wykładowca reportażu w Instytucie Dziennikarstwa Uniwersytetu Warszawskiego
- od 2002 – dziennikarz i reporter „Gazety Wyborczej”
- od sierpnia 2004 do lutego 2012 – zastępca szefa dodatku „Duży Format” i zastępca kierownika działu reportażu „Gazety Wyborczej”
- od 2010 – założyciel i członek zarządu Fundacji Instytut Reportażu oraz w jej ramach Polskiej Szkoły Reportażu i księgarni z literaturą faktu Wrzenie Świata
- od 2014 – założyciel wydawnictwa Dowody Na Istnienie w ramach Fundacji Instytut Reportażu

## Życie prywatne
Jest ateistą. W 2022 w książce Fakty muszą zatańczyć dokonał tzw. coming outu jako gej.

## Książki
- Niedziela, która zdarzyła się w środę, Warszawa 1996
- Na każdy temat – talk show do czytania (z Witoldem Orzechowskim), Warszawa 1997
- Gottland, Wołowiec 2006
- Kaprysik. Damskie historie, Warszawa 2010
- Zrób sobie raj, Wołowiec 2010
- 20 lat nowej Polski w reportażach według Mariusza Szczygła, Wołowiec 2010
- Láska nebeská, Warszawa 2012; wydanie II uzupełnione, Warszawa 2020
- Antologia polskiego reportażu XX wieku – 100/XX (t.1 i 2), Wołowiec 2014
- Antologia polskiego reportażu XX wieku – 100/XX + 50 (t. 3), Wołowiec 2015
- Projekt: prawda, Warszawa 2016
- Nie ma, Warszawa 2018
- Osobisty przewodnik po Pradze, Warszawa 2020
- Fakty muszą zatańczyć, Warszawa 2022

Poza tym reportaże drukowane w antologiach:
- Kraj Raj, Warszawa 1993
- Wysokie Obcasy. Twarze, Warszawa 2003
- Ouvertyr till livet, Sztokholm 2003
- La vie est un reportage. Anthologie du reportage litteraire polonais, Montricher 2005
- Von Minsk nach Manhattan. Polnische reportagen, Wiedeń 2006
- Zaraz wracam, Wrocław 2008
- Projekt mężczyzna, Wrocław 2009

Jest także odpowiedzialny za publikację antologii reportaży 20 lat nowej Polski w reportażach według Mariusza Szczygła wydanej w 2009 nakładem Wydawnictwa Czarne z Wołowca.

## Publikacje
W pismach: „CKM”, „Fluid”, „Gazeta Wyborcza”, „Konfrontacje”, „Na przełaj”, „Polityka”, Radar, „Viva!”, „Press”, „Kultura” (Paryż), Culture Europe (Paryż); Uncaptive Minds (Waszyngton), „Die Presse” (Wiedeń), „Mladá fronta Dnes” (Praga), „Reflex” (Praga), „La Repubblica” (Rzym)

## Nagrody
- Nagroda Stowarzyszenia Dziennikarzy Polskich (1993) za wybitne osiągnięcia dziennikarskie
- Nagroda Kryształowego Zwierciadła miesięcznika „Zwierciadło” (1996) za „odwagę zadawania pytań”
- Nagroda TV Polsat (1997) za najlepszy talk show
- Nagroda Prymasa Polski i Fundacji Promocja Zdrowia (2000) za propagowanie zdrowego stylu życia
- Nagroda „Melchior 2004 – Inspiracja Roku” w Ogólnopolskim Konkursie Reportażystów im. Melchiora Wańkowicza (za dorobek reporterski na tematy czeskie i czechosłowackie)
- Finalista Nagrody Literackiej Nike 2007 za Gottland; Nike Czytelników 2007[16]
- Finalista Literackiej Nagrody Europy Środkowej Angelus 2007 za książkę Gottland
- Nagroda im. Beaty Pawlak (2007) za książkę Gottland („za najlepsze dzieło dziennikarskie o obcych kulturach”)
- Nagroda Warszawskiej Premiery Literackiej – Książka Stycznia 2007 za Gottland
- Wyróżnienie Specjalne Krajowego Klubu Reportażu (2007) za Gottland („jeden z najlepszych reporterskich tomów wydanych w Polsce w okresie ostatnich kilkunastu lat”)
- Nagroda Warszawskiej Premiery Literackiej – Książka Roku 2007 za Gottland
- Prix Amphi 2008 – nagroda literacka za książkę Gottland, Lille (Francja)
- Gratias Agit 2009 – nagroda Ministra Spraw Zagranicznych Republiki Czeskiej
- Europejska Nagroda Książkowa 2009 za Gottland[17]
- Nagroda Warszawskiej Premiery Literackiej – Książka Grudnia 2010 za Zrób sobie raj
- Nagroda Fundacji Polcul za działalność na rzecz lepszego wzajemnego poznania i zbliżenia polsko-czeskiego (maj 2011)
- Nagroda Warszawskiej Premiery Literackiej – Książka Roku 2010 za Zrób sobie raj
- Nominacja do Nagrody Literackiej Nike 2011 za książkę Zrób sobie raj[18]
- Złota Zakładka – Nagroda Blogerów Książkowych 2011 za najlepszą książkę non-fiction roku dla książki Zrób sobie raj
- Nagroda im. Andrzeja Woyciechowskiego (2013) za reportaż pt. Śliczny i posłuszny, który ukazał się 27 czerwca 2013 w „Dużym Formacie”
- Dziennikarz Roku 2013 w konkursie Grand Press
- Oktawian – Nagroda Dyskusyjnych Klubów Książki dla autora najchętniej czytanych książek w klubach w ciągu ośmiu ostatnich lat (2015)[19]
- Nagroda MediaTory w kategorii AuTORytet (2016)[20]
- 27 października 2017 odsłonił swoją płytę w oświęcimskiej Alei Pisarzy przy Miejskiej Bibliotece Publicznej im. Ł. Górnickiego.
- Nagroda Literacka Nike i Nike Czytelników (2019) za tom reportaży Nie ma[5][13]
- Róża Gali 2019 w kategorii Książki za Nie ma[21]
- Nike Czytelników 25-lecia za Nie ma (2021)[22]

## Odznaczenia
- Krzyż Kawalerski Orderu Odrodzenia Polski – 2014[23]
- Odznaka Honorowa „Bene Merito” – 2014[24]
- Odznaka Honorowa Złota Zasłużony dla Województwa Dolnośląskiego – 2018[25][26]